# Margit Sipos
Margit Sipos   (Budapest, 12 d'octubre de 1908 - segle XX) va ser una nedadora hongaresa que va competir durant les dècades de 1920 i 1930.
El 1928 va prendre part en els Jocs Olímpics d'Amsterdam, on quedà eliminada en sèries en la prova dels 100 metres lliures del programa de natació. El 1931 guanyà la medalla de bronze en els 4×100 metres lliures del Campionat d'Europa de natació que es va disputar a París.